# Дюкурно, Жюлия
Жюлия́ Дюкурно́ (фр. Julia Ducournau; род. 18 ноября 1983, XII округ Парижа) — французская кинорежиссёр и сценаристка.

## Биография
Родилась 18 ноября 1983 года в Париже.
В 2011 году окончила высшую государственную киношколу Франции Ля Феми.
Её дебютная работа «Джуниор» c Гаранс Марилье в главной роли принесла Дюкурно приз Petit Rail d’Or за лучший короткометражный фильм на Каннском конофестивале 2011 года.
Полнометражный дебют Дюкурно, хоррор «Сырое», был представлен на Международной неделе критики на Каннском кинофестивале 2016 года и завоевал почётную награду ФИПРЕССИ, «Сазерленд Трофи» на Лондонском кинофестивале, а также ряд других премий на престижных кинофорумах. 
Второй полнометражный фильм «Титан» получил «Золотую пальмовую ветвь» 74-го Каннского кинофестиваля (2021).

## Фильмография
| Год  | Название                     | Должность | Должность | Примечания                                               |
| Год  | Название                     | Режиссёр  | Сценарист | Примечания                                               |
| ---- | ---------------------------- | --------- | --------- | -------------------------------------------------------- |
| 2011 | «Джуниор»                    | Да        | Да        | короткометражный фильм                                   |
| 2012 | «Съедобно» (Mange)           | Да        | Да        | телефильм. Совместно с Вёрджилом Брэмли (Virgile Bramly) |
| 2015 | «Ни на небесах, ни на земле» |           | Да        | помощник сценариста                                      |
| 2016 | «Сырое»                      | Да        | Да        | полнометражный дебют                                     |
| 2016 | «Посчитай свои раны»         |           | Да        | помощник сценариста                                      |
| 2021 | «Титан»                      | Да        | Да        | полнометражный фильм                                     |
| 2021 | «Дом с прислугой»            | Да        | Нет       | Сериал. Эпизоды «Кукла» и «Космонавт» второго сезона     |
| 2024 | «Новый взгляд»               | Да        | Нет       | Сериал. Два эпизода                                      |
| 2025 | «Альфа»                      | Да        | Да        | полнометражный фильм                                     |